# Караиделски район
Караиделски район (на руски: Караиде́льский райо́н на башкирски: Ҡариҙел районы) е административно-териториална единица (район) на Република Башкортостан на Руската федерация, както и едноименен общински район в рамките на административната единица. 
Административен център е село Караидел.

## География
Районът се намира в северната част на Башкортостан. Площта му е 3664 km² и заема част от Уфимското плато. През Караиделски район тече река Уфа с притоците си Юрюзан, Кирзя, Байки и Урюш. Почвите са оподзолени, светлосиви и сиви горски, на запад – оподзолени черноземни. Районът е богат на гори от ела, смърч, бор, бреза и дъб. Има находища на нефт, глина, пясък.

## История
Районът възниква на 20 февруари 1932 г., когато са премахнати Аскински и Байкински райони; през 1956 г. е разширен с територията на Байкибашевски район. В миналото територията на района е принадлежала на наследствените земи на башкирите от племената унлар, танип, балики и елдяк.
На 31 август 1956 г. с Указ на Президиума на Върховния съвет на РСФСР село Караидел е определено за център на Байкибашевски район и той е преименуван на Караиделски.

## Население

#### Година напреброяванеЧисленост193924 864195950 904197047 654197938 337198930 276200228 294200827 955201526 049202124 225Национален състав
Според преброяването на населението през 2010 г. населението на района включва: башкири – 47%, татари – 26,9%, руснаци – 19,8%, марийци – 5,4%, хора от други националности – 0,9%.
Според резултатите от преброяването на населението през 2020 г. в района живеят представители на следните националности (за националности под 0,1 % и други, вижте бележката под линия към реда „Други“):
| Националност | Брой хора | Процент  |
| ------------ | --------- | -------- |
| башкири      | 11 990    | 49,49 %  |
| татари       | 5719      | 23,61 %  |
| руснаци      | 5049      | 20,84 %  |
| марийци      | 1165      | 4,81 %   |
| арменци      | 78        | 0,32 %   |
| украинци     | 30        | 0,12 %   |
| узбеки       | 30        | 0,12 %   |
| други        | 164       | 0,69 %   |
| Общо         | 24 225    | 100,00 % |

## Административно деление
Караиделски район, като административно-териториална единица на Башкортостан, включва 17 селски съвета.
Едноименният общински район в рамките на местното самоуправление включва 17 общини със статут на селско селище.

## Образование
В района има 65 средни училища, включително 23 средни училища, музикално училище и професионална гимназия, 38 обществени библиотеки, 63 клуба, 1 централна районна и 7 селски районни болници. Издава се областен вестник „Караидел”.

## Икономика
Районът е горски и земеделски. Земеделските земи заемат 119,7 хил. ха (35,6% от територията на областта), в това число обработваема земя – 76,2 хил. ха, пасища – 23,5 хил. ха, сенокоси – 19,8 хил. ха. Основни отрасли: зърнопроизводство, картофовъдство, млечно и месодайно говедовъдство, свиневъдство.
Територията на областта се пресича от шосето Бирск – Месягутово – Сатка.